# The Inquisition
The Inquisition är den tredje skivan av Axenstar och släpptes den 6 maj 2005.

## Låtlista
1. The Fallen One
2. Under Black Wings
3. Salvation
4. Inside Your Mind
5. Daydreamer
6. Drifting
7. The Burning
8. Run Or Hide
9. The Sands Of Time
10. Imaginary World (Japanskt bonusspår)